# Châtel-Gérard
Châtel-Gérard település Franciaországban, Yonne megyében. Lakosainak száma 199 fő (2022. január 1.). Châtel-Gérard Sarry, Santigny, Talcy, Annoux, Bierry-les-Belles-Fontaines, Étivey, Marmeaux és Thizy községekkel határos.

## Népesség
A település népességének változása:
| Lakosok száma | 247  | 229  | 230  | 215  | 211  | 207  | 204  | 202  | 199  |
|               | 2013 | 2015 | 2016 | 2017 | 2018 | 2019 | 2020 | 2021 | 2022 |